# Inés Salazar
Inés Salazar (Caracas) es una soprano venezolana, reconocida por sus interpretaciones de papeles verdianos y puccinianos. Se destacó cantando en el centenario de la ópera Tosca, junto a Luciano Pavarotti y Plácido Domingo.
Salazar estudia en Venezuela y en el conservatorio A. Steffani en Castelfranco Véneto. Participa en al menos cinco concursos internacionales y gana el primer premio en el "Mario del Monaco" de Treviso .
Canta en varias europeas, entre las que destacan sus actuaciones en el Teatro alla Scala (Leonora de La forza del destino), Deutsche Oper de Berlín (Tosca), Concertgebouw de Ámsterdam (Missa Solemnis de Beethoven, bajo la dirección de Colin Davis), Ópera de Bonn, Ópera de Karlsruhe, Ópera Nacional de Atenas, Ópera de Roma, Ópera del Estado de Viena. En el continente americano ha cantado, además de en su ciudad natal, en Washington (Manon Lescaut, y Tosca junto a Salvatore Licitra y Joan Pons) y en Buenos Aires.
El 14 de enero del 2000 participó junto a Luciano Pavarotti (Cavaradossi), Joan Pons (Scarpia) y Plácido Domingo (director) en la producción que celebraría el centenario de Tosca, en el Teatro dell'Opera de Roma, el mismo lugar donde fue estrenada la obra (que para el momento se llamaba Costanzi). La dirección de escena estuvo a cargo de Franco Zeffirelli. La crítica fue unánime (véase ): Salazar fue una revelación gracias a su personalidad y su voz brillante y segura en los tonos altos, aunque un poco floja e insegura en los medios y bajos.
- Datos: Q5919724